# Legio I Parthica
A Legio I Parthica (legio prima parthica, I. parthiai légió) egy római légió volt, amelyet Septimius Severus császár alapított 197-ben pártus hadjárata céljára. Jelvénye a kentaur volt. 

## Története
Lucius Septimius Severus császár 197-ben három légiót alapított, az I, II és III Parthicát pártus hadjárata számára. A háború kimondottan sikeres volt; sikerült elfoglalni és kifosztani a pártusok fővárosát, Ktésziphónt. Cassius Dio szerint az I. és III. párthiai légió a régióban maradt, amikor Severus annektálta a mai Észak-Irakot és létrehozta ott Mesopotamia provinciát. A II. légiót Róma mellé vonták vissza stratégiai tartalékként. 
Lehetséges, hogy az egység teljes neve Legio I Parthica Severiana Antoniniana volt; Severus, aki egy polgárháború révén ragadta meg a hatalmat, azt állította, hogy Marcus Aurelius Antoninus császár adoptált fia volt és ezt megörökíthette a légió nevében.
A I Parthica több évszázadig a Singara nevű erődben állomásozott (ma az iraki Szindzsár) és védte a birodalom keleti határát előbb a pártusok, majd a szászánidák ellen. Mesopotamia abban különbözött az átlagos provinciáktól, hogy helytartóját nem a szenátorok közül választották, hanem egy lovagi rendből származó praefectus kormányozta. Ennek megfelelően a légió parancsnokai sem szenátori rangú személyek, hanem lovagok voltak. 
A légió minden valószínűség szerint részt abban a háborúban, amelyet Severus fia, Caracalla indított 217-ben a szászánidák ellen. A perzsák 230-ban visszatámadtak és Emessában ellencsászárt állítottak, de Severus Alexander császárnak sikerült helyreállítania a korábbi rendet. 244-ben a rómaiak újabb háborút indítottak, de III. Gordianus császár eközben meghalt és utódja, Philippus Arabs azonnal békét kötött a fölényben lévő perzsákkal.
A helyzet tovább romlott, amikor 256-ban I. Sápúr szászánida uralkodó elfoglalta Satalát (a mai Törökországban), a Legio XV Apollinaris erődjét, két évvel később pedig kifosztották Trapezust. Valerianus császár megpróbálta kiűzni a perzsákat, de legyőzték és fogságba esett. A rómaiak vereségét több szászánida emlékművön megörökítették. A fogságba esett római katonákkal a mai Sustar mellett építtettek hidat. 
Odaenathus palmürai király (261-267) és Diocletianus császár (284-305) idejére azonban fordult a kocka, 298-ra a rómaiak visszafoglalták korábbi birtokaikat és a szászánidáknak fel kellett adniuk a korábban megszállt Észak-Mesopotamiát. Ezekben a hadjáratokban minden bizonnyal az I. parthiai légió részt vett, de tevékenységéről alig áll rendelkezésre közvetlen információ.
A korabeli szokásoknak megfelelően a légió egyes alegységei máshol is szolgálhattak. Feliratokból tudjuk, hogy a I Parthica katonái Lyciában és Cyrenaicában is teljesítettek szolgálatot. 
360-ban a I Parthica vereséget szenvedett a Singarára támadó perzsáktól. Visszavonták Constantinába (ma Törökország), ahol még az 5. század elején is említést tettek róla. 